# تومي إيرل
تومي إيرل هو لاعب هوكي الجليد كندي، ولد في 10 يونيو 1947.

## وصلات خارجية
- تومي إيرل على موقع EliteProspects.com (الإنجليزية)
- تومي إيرل على موقع HockeyDB.com (الإنجليزية)